# Gangulphe Andryane
Gangulphe Andryane est un homme politique français né le 11 février 1753 à Liège (Belgique) et mort le 29 septembre 1828 à Paris.

## Biographie
Il est député de l'Aube pendant les Cent-Jours, en 1815, et ne prit jamais la parole.
Il est enterré au cimetière du Père-Lachaise (26e division).
Il est le père d'Alexandre Andryane, partisan de l'unité italienne.

## Sources
- « Gangulphe Andryane », dans Adolphe Robert et Gaston Cougny, Dictionnaire des parlementaires français, Edgar Bourloton, 1889-1891 [détail de l’édition]